# Каштановый кустарниковый крапивник
Каштановый кустарниковый крапивник (лат. Cantorchilus nigricapillus) — вид птиц из семейства крапивниковых (Troglodytidae). Выделяют 7 подвидов. Распространены в Центральной и Южной Америке.

## Таксономия
Каштановый кустарниковый крапивник ранее включался в род Thryothorus, но этот род был определен как парафилетический и многие виды, в том числе и Cantorchilus nigricapillus, были переведены в род Cantorchilus.

## Описание
Каштановый кустарниковый крапивник достигает длины 12,6—15,6 см. У взрослых особей номинативного подвида чёрное лицо с узкой белой надбровной дугой, белым прерывистым кольцом вокруг глаза и белым пятном в задней части кроющих ушей. Уздечка серая. Макушка и затылок чёрные. Спина, плечи и надхвостье насыщенного каштанового цвета. Хвост насыщенного коричневого цвета с 8—9 чёткими широкими чёрными полосами. Горло и грудь белые. Нижняя часть груди и брюхо рыжевато-коричневые. Чёрные полосы пересекают грудь и брюхо. Внутренние опахала первостепенных и второстепенных маховых перьев чёрноватые; внешние опахала тёплого каштанового цвета с узкими чёрными полосками. Испод крыльев испещрён серыми и чёрными полосками. Радужная оболочка светлого мышино-коричневатого цвета. Надклювье чёрное. Подклювье яркого оранжевато-жёлтого цвета с бледно-оливково-зелёным кончиком и черноватыми боковыми сторонами. Ноги чёрные.
Молодые особи похожи на взрослых, но более бледные и с менее четко выраженными отметинами. Другие подвиды отличаются от номинативного по степени и интенсивности окраски, а также по толщине и количеству полосок.

## Места обитания и биология
Каштановый кустарниковый крапивник обитает в густых зарослях на берегах рек и озер, на опушках и полянах влажных тропических лесов и во вторичных лесах на высоте до 1100 м над уровнем моря. Встречаются парами или семейными стайками. Питаются насекомыми и другими беспозвоночными, которых ищут среди листьев, веток и лиан.
Территориальные, моногамные птицы, образуют пары на продолжительное время. Сезон размножения в Коста-Рике длится с марта по октябрь, в Панаме — с марта по ноябрь, в Колумбии — с января по август. Гнездо строят представители обоих полов. Гнездо в форме локтя с входной трубкой имеет длину около 25 см и от 8 до 13 см в диаметре; сооружается из стеблей растений, травы, корней и листьев. Лоток выстилается листьями и тонкими стеблями травы. Гнездо размещается на высоте от 1,6 до 5 метров от земли в месте соединения вертикальной ветви или ветви, обращенной вниз, со стволом дерева. В отличие от этого, гнездо подвида C. n. odicus представляет собой круглую сферу с диаметром ок. 200 мм, сооружённую из пальмовых листьев и других волокон и прикреплённую к концу тонкой ветки. В кладке 2—3 яйца белого цвета с красновато-коричневыми или коричневыми пятнами.

## Подвиды и распространение
Выделяют 7 подвидов:
- Cantorchilus nigricapillus costaricensis (Sharpe, 1882) — от юго-востока Никарагуа до запада Панамы
- Cantorchilus nigricapillus castaneus (Lawrence, 1861) — центр Панамы
- Cantorchilus nigricapillus odicus (Wetmore, 1959) — остров Escudo de Veraguas (у побережья северо-запада Панамы)
- Cantorchilus nigricapillus reditus (Griscom, 1932) — северо-восток Панамы
- Cantorchilus nigricapillus schottii (Baird, 1864) — провинция Дарьен (восток Панамы) и северо-запад Колумбии
- Cantorchilus nigricapillus connectens (Chapman, 1912) — юго-запад Колумбии
- Cantorchilus nigricapillus nigricapillus (Sclater, 1860) — запад Эквадора